# 角結膜炎
角結膜炎（かっけつまくえん、Keratoconjunctivitis）は結膜と角膜の炎症による眼病の総称。
角膜が炎症すると、角膜炎と呼ばる。結膜が炎症したときに限っては、結膜炎と呼ばれる。

## 病種・症状
炎症が原因となって引き起こされるいくつかの眼病があり、
- ”流行性角結膜炎”は、ウイルスで起こる急性の結膜炎のことで、別名「はやり目」ともいわれ、感染力が強い。
- ”流行性角結膜炎”はアデノウイルス感染が原因として引き起こされる。
- ”乾性角結膜炎”は、リウマチ性関節炎患者の20%によって引き起こされ、炎症が乾燥した時使われる。（”ドライアイ”は医療文献上”乾燥”を意味する）
- ”春季結膜炎”は、春の乾性結膜炎と言及されており、アレルギー（アレルゲン）によるものと通常は考えられている。
- ”アトピー性角結膜炎”はアトピーの1つの兆候となる。
- ”牛伝染性角結膜炎”は、モラクセラ流産菌が原因となり、牛が侵される完成性の角結膜炎。
- ”羊と山羊による急性カタル性結膜炎”は、獣医学的見地からするとクラミジア属が原因となる感染性角結膜炎である
- ”上辺緑角結膜炎”は物理的損傷が原因となって起こると考えられる。
- ”光電子角結膜炎”（溶接眼炎）は、目を覆う防護グラスを着用しないで溶接作業をしたり、雪雨からの反射した紫外線にさらされる事によって、角膜上皮が障害される角膜炎。俗に、「雪目」と呼ばれる症状。

炎症は6-12時間に渡って現れ、24-48時間の休憩を取ることによって治る。適切な目の保護によって、光電子角結膜炎は防ぐ事も出来る。